# Корупун-села
Корупун-села (Kimyal of Korupun, Korapun, Korupun-Sela) — папуасский язык, который принадлежит мекской группе трансновогвинейской языковой семьи, на котором говорят народы корапун-кимьял, проживающий в районе Курима округа Джаявиджая, в верхний пределах реки Эрок на восточной горной местности, юго-восточнее города Налька, восточнее города от Яли до Ниниа, и корапун-села, проживающий в тех же местах, только юго-западнее от города Налька, провинции Папуа в Индонезии.
У языка есть диалекты даги, деибула, корупун (дурам), села, сисибна (гобугдуа), также связан с языком налька и в лексике на 60 % схож с языком нипсан.